# نیکولو گالی (بازیکن فوتبال، زاده ۱۹۸۸)
نیکولو گالی (انگلیسی: Niccolò Galli؛ زادهٔ ۱۶ سپتامبر ۱۹۸۸) بازیکن فوتبال اهل ایتالیا است.
از باشگاه‌هایی که در آن بازی کرده‌است می‌توان به باشگاه فوتبال هلاس ورونا، باشگاه فوتبال پارما، باشگاه فوتبال پادوا، باشگاه فوتبال چزنا، و باشگاه فوتبال یو. اس. پرگولیتزه اشاره کرد.
وی همچنین در تیم ملی فوتبال زیر ۲۰ سال ایتالیا بازی کرده‌است.